# Pätsudden
Pätsudden (estniska: Pedase nina, Pätsodn) är en udde i nordvästra Estland. Den ligger i Lääne-Harju kommun (tidigare Padis kommun) i landskapet Harjumaa, 50 km väster om huvudstaden Tallinn. Norr om udden ligger Västersundet som skiljer Stora Rågö från estländska fastlandet. Den är namngiven efter den närliggande byn Päts (estniska: Pedase). 
Terrängen inåt land är mycket platt. Runt Pedase nina är det mycket glesbefolkat, med 4 invånare per kvadratkilometer. Närmaste större samhälle är Paldiski, 12 km nordost om Pedase nina. 
Udden ligger i en trakt som tidigare beboddes av estlandssvenskar. Det estlandssvenska namnet Pätsudden lever kvar på moderna estländska latmäterikartor i den dialektala formen Pätsodn.